# الأسلوب
علم الأسلوب (بالإنجليزية: Stylometry)‏ أو الدراسة الإحصائية للأسلوب هو تطبيق دراسة الأسلوب اللغوي، على اللغة المكتوبة. جرى تطبيقه بنجاح على الموسيقى واللوحات الفنية الجميلة. ويمكن أن نقول إنه الانضباط اللغوي الذي يقيم أسلوب المؤلف من خلال تطبيق التحليل الإحصائي على مجموعة من أعماله. يُستخدم أسلوب القياس في تنسيب التأليف إلى المستندات المجهولة أو المتنازع عليها. له تطبيقات قانونية وأكاديمية وأدبية، تتراوح من مسألة تأليف أعمال شكسبير إلى علم اللغة الشرعي، ولديه أوجه تشابه منهجية مع تحليل قابلية قراءة النص.

## التاريخ
نشأ أسلوب القياس من تقنيات سابقة لتحليل النصوص بحثًا عن دليل على الأصالة وهوية المؤلف وأسئلة أخرى.
تلقت الممارسة الحديثة للتخصص دعاية من دراسة مشاكل التأليف في دراما النهضة الإنجليزية. كما لاحظ الباحثون والقراء أن بعض الكّتاب المسرحيين في ذلك العصر لديهم أنماط مميزة من تفضيلات اللغة، وحاولوا استخدام هذه الأنماط لتحديد مؤلفي الأعمال غير المؤكدة أو التعاونية. لم تكن الجهود المبكرة ناجحة دائمًا. في عام 1901، حاول أحد الباحثين استخدام تفضيل جون فليتشر إلى "em"، الشكل الانقباضي لكلمة «هم»، كعلامة للتمييز بين فليتشر وفيليب ماسينجر في تعاونهما ولكن استخدمت عن طريق الخطأ نسخة من أعمال ماسينجر قام فيها المحرر بتوسيع جميع حالات ⁠'"em" إلى «هم».
تأسست أساسيات المصمم من قبل الفيلسوف البولندي للمبتدئين في ستايلوميتري 1890. استخدم أفلاطون هذه الطريقة لتطوير التسلسل الزمني للحوارات.
عزز تطور أجهزة الكمبيوتر وقدراتها لتحليل كميات كبيرة من البيانات هذا النوع من الجهد من خلال أوامر من حيث الحجم. ومع ذلك، لم يضمن جودة الإخراج. في أوائل الستينيات، أنتج ريڤ مورتون تحليلًا حاسوبيًا للرسائل الأربع عشرة من العهد الجديد المنسوبة إلى القديس.
يشير باول إلى أن ستة مؤلفين مختلفين قد كتبوا مجموعة العمل تلك حيث أعطى التحقق من طريقته، المطبقة على أعمال جيمس جويس، النتيجة أن أوليسيس، رواية جويس متعددة وجهات النظر، متعددة الأنماط، كانت مؤلفة من خمسة أفراد منفصلين، لم يكن لأي منهم على ما يبدو أي دور في صياغة رواية جويس الأولى. رواية صورة الفنان في شبابه.
ولكن بمرور الوقت ومع الممارسة، أضاف الباحثون والعلماء أساليبهم لتحقيق نتائج أفضل. كان أحد النجاحات المبكرة الملحوظة هو قرار المؤلف المتنازع عليه لاثنتي عشرة ورقة من الأوراق الفيدرالية من قبل فريدريك موستيلر وديفيد والاس. في حين لا تزال هناك أسئلة تتعلق بالافتراضات والأساليب الأولية (وربما ستظل كذلك دائمًا)، إلا أن القليل منهم الآن يشككون في الفرضية الأساسية القائلة إن التحليل اللغوي للنصوص المكتوبة يمكن أن ينتج معلومات قيّمة ورؤية ثاقبة. في الواقع، كان هذا واضحًا حتى قبل ظهور أجهزة الكمبيوتر، التطبيق الناجح للتحليل النصي اللغوي لقانون فليتچر أسفر عن نتائج واضحة خلال أواخر الخمسينيات وأوائل القرن العشرين.

## التطبيقات
تشمل تطبيقات قياس الأسلوب الدراسات الأدبية والدراسات التاريخية والدراسات الاجتماعية واسترجاع المعلومات والعديد من حالات ودراسات الطب الشرعي. يمكن أيضًا تطبيقه على كود الكمبيوتر والكشف عن السرقة الأدبية، وهو اكتشاف الانتحال بناءً على تغييرات أسلوب الكتابة داخل المستند. يمكن أيضًا استخدام أسلوب القياس للتنبؤ بما إذا كان شخص ما متحدثًا باللغة الإنجليزية أم لا من خلال سرعة كتابته.
يعد قياس الأسلوب بوصفه طريقة عرضة لتشويه النص في أثناء المراجعة. هناك أيضًا حالة اعتماد المؤلف لأساليب مختلفة في مسار حياته المهنية كما جرى توضيحه في حالة أفلاطون، الذي اختار سياسات أسلوبية مختلفة مثل تلك التي جرى تبنيها في الحوارات المبكرة والمتوسطة التي تتناول مشكلة سقراط.

## الميزات
تكمن الميزات النصية ذات الأهمية لإسناد التأليف من ناحية حوسبة حدوث التعبيرات أو التركيبات الخاصة (على سبيل المثال التحقق من كيفية استخدام المؤلف للتداخل أو عدد المرات التي يستخدم فيها المؤلف الإنشاءات المنفعلة غير الفعالة) ومن ناحية أخرى مماثلة لتلك المستخدمة في تحليل قابلية القراءة مثل مقاييس الاختلاف المعجمي والاختلاف النحوي. نظرًا إلى أن المؤلفين غالبًا ما يكون لديهم تفضيلات لموضوعات معينة، فإن التجارب البحثية في إسناد التأليف غالبًا ما تزيل كلمات المحتوى مثل الأسماء والصفات والأفعال من مجموعة الميزات، وتحتفظ فقط بالعناصر الهيكلية للنص لتجنب إفراط نماذجهم في الموضوع بدلاً من خصائص المؤلف.
 غالبًا ما يتم حساب الميزات الأسلوبية كمتوسطات على نص أو على كامل الأعمال المجمعة للمؤلف، مما ينتج عنه مقاييس مثل متوسط طول الكلمة أو متوسط طول الجملة. يمكّن هذا النموذج من تحديد المؤلفين الذين لديهم تفضيل واضح للجمل الكلامية أو المقتضبة ولكنهم يخفون التباين، حيث يكون للمؤلف الذي يمتلك مزيجًا من الجمل الطويلة والقصيرة نفس متوسط المؤلف الذي يمتلك جملًا متوسطة الطول متسقة. لالتقاط مثل هذا الاختلاف، تستخدم بعض التجارب تسلسلات أو أنماطًا على الملاحظات بدلاً من متوسط الترددات المرصودة، مع ملاحظة على سبيل المثال أن يُظهر المؤلف تفضيلًا لضغط أو نمط تركيز معين،
 أو أن المؤلف يميل إلى اتباع سلسلة من الجمل الطويلة مع واحدة قصيرة.

يمكن القول إن إحدى الطرق الأولى لتعريف المؤلف، من قبل ميندنهال، تجمع ملاحظاتها دون حساب متوسطها.
تستخدم نماذج إحالة التأليف الأحدث نماذج فضاء متجه لالتقاط ما هو خاص بأسلوب المؤلف تلقائيًا، ولكن هذه النماذج تعتمد أيضًا على هندسة الميزات الحكيمة للأسباب نفسها مثل النماذج التقليدية.

## الأماكن والأحداث الأكاديمية
تُستخدم أساليب قياس الأسلوب في العديد من الموضوعات الأكاديمية، كتطبيق في علم اللغة، أو علم المعاجم، أو دراسة أدبية، جنبًا إلى جنب مع معالجة اللغة الطبيعية والتعلم الآلي، ويتم تطبيقها على كشف السرقة الأدبية، أو تحليل التأليف، أو استرجاع المعلومات.

## لغويات الطب الشرعي
تنظم الرابطة الدولية لعلماء الطب الشرعي (IAFL) المؤتمر الذي يعقد كل سنتين للرابطة الدولية لعلماء الطب الشرعي (الطبعة الثالثة عشرة في عام 2016 في بورتو) وتنشر المجلة الدولية للخطاب واللغة والقانون بأسلوب الطب الشرعي كأحد موضوعاتها المركزية.

### جمعية النهوض بالذكاء الاصطناعي (AAAl)
استضافت جمعية النهوض بالذكاء الاصطناعي (AAAI) العديد من الأحداث حول التحليل الذاتي والأسلوبي للنص.

### PAN
ورش عمل PAN (في الأصل، تحليل الانتحال، وتحديد المؤلف، والكشف شبه المكرر، لاحقًا بشكل عام ورشة عمل حول الكشف عن الانتحال والتأليف وإساءة استخدام البرامج الاجتماعية) جرى تنظيمها منذ عام 2007 بشكل رئيسي بالتزامن مع مؤتمرات الوصول إلى المعلومات. يصوغ PAN مهام التحدي المشتركة لاكتشاف الانتحال، وتحديد المؤلف، وتحديد جنس المؤلف، وتنميط المؤلف، وكشف التخريب،  ومهام تحليل النص الأخرى ذات الصلة، والتي يتوقف الكثير منها على أسلوب القياس.
1. ↑  مجدي وهبة؛ كامل المهندس (1984)، معجم المصطلحات العربية في اللغة والأدب (ط. 2)، بيروت: مكتبة لبنان ناشرون، ص. 166، OCLC:14998502، QID:Q114811596
2. ↑  Westcott، Richard (15 يونيو 2006). "Making hit music into a science". BBC News. مؤرشف من الأصل في 2017-08-30.
3. ↑  Sethi، Ricky (7 يونيو 2016). "Using computers to better understand art". The Conversation. مؤرشف من الأصل في 2022-11-01. اطلع عليه بتاريخ 2021-12-01.
4. ↑  Argamon, Shlomo  [لغات أخرى]‏, Kevin Burns, and Shlomo Dubnov, eds. The structure of style: algorithmic approaches to understanding manner and meaning. Springer Science & Business Media, 2010.
5. ↑  Yang، Christopher C.؛ Chen، Hsinchun؛ Chau، Michael؛ Chang، Kuiyu؛ Lang، Sheau-Dong؛ Chen، Patrick؛ Carley، Kathleen M.؛ Hsieh، Raymond؛ Zeng، Daniel (2008). Intelligence and Security Informatics: IEEE ISI 2008 International Workshops: PAISI, PACCF and SOCO 2008, Taipei, Taiwan, June 17, 2008, Proceedings. Berlin: Springer Science & Business Media. ص. 252. ISBN:9783540691365.
6. ↑  Chen، Hsinchun؛ Yang، Christopher C.؛ Chau، Michael؛ Li، Shu-Hsing (2009). Intelligence and Security Informatics: Pacific Asia Workshop, PAISI 2009, Bangkok, Thailand, April 27, 2009. Proceedings. Berlin: Springer Science & Business Media. ص. 15. ISBN:9783642013928.
7. ↑  صموئيل شوينباوم, Internal evidence and Elizabethan dramatic authorship; an essay in literary history and method, p. 171.
8. ↑  Lutoslawski، W. (1898). "Principes de stylométrie appliqués à la chronologie des œuvres de Platon". Revue des Études Grecques. ج. 11 ع. 41: 61–81. DOI:10.3406/reg.1898.5847. ISSN:0035-2039.
9. ↑  صموئيل شوينباوم, Internal evidence and Elizabethan dramatic authorship; an essay in literary history and method, p. 196.
10. ↑  F. Mosteller & D. Wallace (1964). Inference and Disputed Authorship: The Federalist. ريدينج: أديسون-ويسلي  [لغات أخرى]‏.{{استشهاد بكتاب}}:  صيانة الاستشهاد: علامات ترقيم زائدة (link)
11. ↑  Chaski, Carole (2012). Solan, Lawrence M; Tiersma, Peter M (eds.). Author Identification in the Forensic Setting (بالإنجليزية). Oxford University Press. DOI:10.1093/oxfordhb/9780199572120.001.0001. ISBN:9780199572120. Archived from the original on 2020-09-30. {{استشهاد بكتاب}}: |صحيفة= تُجوهل (help)
12. ↑  Chaski، Carole (22 ديسمبر 2005). Wecht، Cyril H.؛ Rago، John T. (المحررون). Forensic Science and Law: Investigative Applications in Criminal, Civil and Family Justice. CRC Press. ISBN:978-1-4200-5811-6. مؤرشف من الأصل في 2022-10-30.
13. ↑  Claburn، Thomas (16 مارس 2018). "FYI: AI tools can unmask anonymous coders from their binary executables". The Register. مؤرشف من الأصل في 2019-12-16. اطلع عليه بتاريخ 2018-08-02.
14. ↑  Bensalem، Imene؛ Rosso، Paolo؛ Chikhi، Salim (2019). "On the use of character n-grams as the only intrinsic evidence of plagiarism". Language Resources and Evaluation. ج. 53 ع. 3: 363–396. DOI:10.1007/s10579-019-09444-w. hdl:10251/159151. S2CID:86630897.
15. ↑  Brizan، David (أكتوبر 2015). "Utilizing linguistically enhanced keystroke dynamics to predict typist cognition and demographics". International Journal of Human-Computer Studies. ج. 82: 57–68. DOI:10.1016/j.ijhcs.2015.04.005.
16. ↑  Alican، Necip Fikri (2012). Rethinking Plato: A Cartesian Quest for the Real Plato. Amsterdam: Rodopi. ص. 183. ISBN:9789042035379.
17. ↑  Rowe، Christopher (2000). The Cambridge History of Greek and Roman Political Thought. Cambridge, UK: Cambridge University Press. ص. 160. ISBN:0521481368. مؤرشف من الأصل في 2022-10-30.
18. ↑  Stamatatos، Efstathios (2009). "A survey of modern authorship attribution methods". JASIST. ج. 60 ع. 3: 538–556. DOI:10.1002/asi.21001.
19. ↑  Stamatatos، Efstathios (2018). "Masking topic-related information to enhance authorship attribution". JASIS. ج. 69 ع. 3.
20. ↑  Karlgren، Jussi؛ Esposito، Lewis؛ Gratton، Chantal؛ Kanerva، Pentti (2018). "Authorship Profiling Without Using Topical Information". CLEF Working Notes. CEUR-WS.
21. ↑  
Corbara، Silvia؛ Moreo، Alejandro؛ Sebastiani، Fabrizio (2022). "Syllabic quantity patterns as rhythmic features for Latin authorship attribution". JASIST. arXiv:2110.14203. DOI:10.1002/asi.24660. مؤرشف من الأصل في 2022-10-06.
22. ↑  
Corbara، Silvia؛ Chulvi، Berta؛ Rosso، Paolo؛ Moreo، Alejandro (2022). "Rhythmic and Psycholinguistic Features for Authorship Tasks in the Spanish Parliament: Evaluation and Analysis". Experimental IR Meets Multilinguality, Multimodality, and Interaction. Springer. ص. 79–92. DOI:10.1007/978-3-031-13643-6_6. مؤرشف من الأصل في 2022-10-30. {{استشهاد بمنشورات مؤتمر}}: الوسيط |عنوان المؤتمر= و|عنوان الكتاب= تكرر أكثر من مرة (مساعدة)
23. ↑  
Karlgren، Jussi؛ Eriksson، Gunnar (2007). "Authors, Genre, and Linguistic Convention". SIGIR Workshop on Plagiarism Analysis, Authorship Identification, and Near-Duplicate Detection. PAN. {{استشهاد بمنشورات مؤتمر}}: الوسيط |عنوان المؤتمر= و|عنوان الكتاب= تكرر أكثر من مرة (مساعدة)
24. ↑  
Eriksson، Linda (2014). Sequential Aggregation of Textual Features for Domain Independent Author Identification (MSc). KTH Royal Institute of Technology.
25. ↑  
Mendenhall، T C (1887). "The characteristic curves of composition". Science. ج. 9 ع. 214S: 237–246. DOI:10.1126/science.ns-9.214S.237. PMID:17736020. مؤرشف من الأصل في 2022-10-30.
26. ↑  Chen، Beichen (2021). Embeddings for Book Similarities (PDF) (MSc). KTH Royal Institute of Technology. مؤرشف من الأصل (PDF) في 2022-10-27.
27. ↑  Stamatatos، Efstathios؛ Kestemont، Mike؛ Kredens، Krzysztof؛ Pezik، Piotr؛ Heini، Annina (2022). "Overview of the Authorship Verification Task at PAN 2022". في Faggioli؛ Ferro؛ Hanbury؛ Potthast (المحررون). CLEF 2022 Labs and Workshops, Notebook Papers. CEUR-WS. مؤرشف من الأصل في 2022-11-19. اطلع عليه بتاريخ 2022-09-06.
28. ↑  Yan Qu، James G. Shanahan, and Janyce Wiebe. "Exploring attitude and affect in text: Theories and applications." AAAI Spring Symposium Technical report SS-04-07. AAAI Press, Menlo Park, CA. 2004.
29. ↑  Jussi Karlgren، Björn Gambäck, and Pentti Kanerva. "Acquiring (and Using) Linguistic (and World) Knowledge for Information Access." (2002). AAAI Spring Symposium. Technical report SS-02-09. AAAI Press, Menlo Park, CA. 2002.
30. ↑  Shlomo Argamon، Shlomo Dubnov, and Julie Jupp. "Style and Meaning in Language, Art, Music, and Design" (2004). AAAI Fall Symposium. Technical report FS-04-07.
31. ↑  Stamatatos, Efstathios, Walter Daelemans, Ben Verhoeven, Patrick Juola, Aurelio López-López, Martin Potthast, and Benno Stein. "Overview of the Author Identification Task at PAN 2014." In CLEF (Working Notes), pp. 877–897. 2014.
32. ↑  Potthast, Martin, Benno Stein, and Teresa Holfeld. "Overview of the 1st International Competition on Wikipedia Vandalism Detection." In CLEF (Notebook Papers/LABs/Workshops). 2010.